# Операція Dragonfly
Операція «Dragonfly» (укр. Бабка) — операція Збройних сил України 17 жовтня 2023 року проти російських окупаційних військ, які закріпилися в аеропорту Бердянськ на півдні України та аеропорту Луганськ на сході України.
Внаслідок ракетних ударів російські повітряні сили зазнали найбільших одномоментних втрат з часів, імовірно, Другої світової війни.

## Перебіг подій
Сили спеціальних операцій отримали інформацію про використання противником аеродромів в тимчасово окупованих Бердянську та Луганську, а також перебування на них значної кількості авіаційної і спеціальної техніки, та боєприпасів.
Цю інформацію було перевірено та отримано підтвердження. Координати та необхідні дані передано для ураження підрозділам Сил оборони.
У цій операції Збройні Сили України застосували MGM-140A ATACMS (Block I), знищивши велику кількість гелікоптерів Повітряно-космічних сил Росії та пошкодивши такі об'єкти, як злітно-посадкові смуги аеропорту, склади боєприпасів та російські системи ППО.
Аналітики Міжнародного інституту стратегічних досліджень оцінили російські втрати в щонайменше 17 знищених та пошкоджених гелікоптерів.
21 жовтня 2023 року OSINT-група Oryx підрахувала, що ударами ЗСУ по аеродромах Бердянську та Луганську було знищено сім гелікоптерів Ка-52 та два Мі-8. А також пошкоджено — вісім Ка-52 та сім Мі-8. Якщо такі оцінки коректні, то цим ракетним ударом було знищено 11,5 % російського флоту Ка-52 станом на початок вторгнення.